# Manan (ciudad)
Manan o Matan fue la capital del Imperio Kanem hasta inicios del siglo XI.

## Historia
Su localización exacta es desconocida, pero es posible que estuviera al norte del lago Chad. Según Iacubi, estaba formada por cabañas de junco. Para Al-Idrisi, estaba a 12 estadios de Tamalma, en Kaouar, y era una pequeña ciudad sin industrias de ningún tipo y con poco comercio; su población criaba camellos y cabras. En el siglo XI, con el ascenso de los Sefawas, fue sustituido como capital por Anjimi.